# Кнежево
Кнежево (босн. Skender-Vakuf, серб. Кнежево / Kneževo, хорв. Skender Vakuf) — город на северо-западе центральной части Боснии и Герцеговины. Находится в регионе Баня-Лука Республики Сербской. Центр одноимённой общины.

## Население
Численность населения города по переписи 2013 года составляет 3 958 человек, общины — 10 428 человек.
По данным переписи 1991 года, в городе жило 5.170 человек, в том числе 2.484 человека (66,08 %) — сербы, 1.063 человек (28,27 %) — боснийские мусульмане, 111 человек (2,95 %) — югославы, 42 человека (1,11 %) — хорваты, 59 человек (1,56 %) — другие и неизвестные.

## История
До боснийской войны город имел название Скендер-Вакуф и переименован в Кнежево по решению Народной скупщины Республики Сербской 14 сентября 1992 года, что первоначально не признавалось центральными властями БиГ. Впоследствии новое официальное название закрепилось как за городом, так и за общиной, в том числе в итогах переписи населения БиГ 2013 года.